# Just rock with me/涙なんて見してやんない
「Just rock with me/涙なんて見してやんない」（ジャスト・ロック・ウィズ・ミー/なみだなんてみしてやんない）は、日本のロックバンド・、EVANPONYのデビューシングル、ステレオポニーの12作目のシングルである。

## 概要
タイトル曲の『Just rock with me』はアヴリル・ラヴィーンのプロデューサー兼ギターリストのEvan Taubenfeldをギタリストとして迎えて組んだバンド『EVANPONY』名義。
「涙なんて見してやんない」はステレオポニーとしてのラストシングル。
今作の2曲は『BEST of STEREOPONY』には収録されない。
初回限定盤は「涙なんて見してやんない」のPVメイキングが収録されたDVD付き。

## 収録曲
1. Just rock with me
作詞/作曲：Evan Taubenfeld 編曲：Evan Taubenfeld/ステレオポニー
2. 涙なんて見してやんない
作詞/作曲/編曲：野村陽一郎/NOHANA/TBD

### DVD
初回生産盤のみ付属。
1. Making of “涙なんて見してやんない”